# Pseudophilyra nanshaensis
Pseudophilyra nanshaensis is een krabbensoort uit de familie van de Leucosiidae. De wetenschappelijke naam van de soort is voor het eerst geldig gepubliceerd in 1995 door Chen.